# Puebla de Valles
Puebla de Valles – gmina w Hiszpanii, w prowincji Guadalajara, w Kastylii-La Mancha, o powierzchni 27,46 km². W 2011 roku gmina liczyła 83 mieszkańców.